# Cnidoscolus autlanensis
Cnidoscolus autlanensis är en törelväxtart som beskrevs av Breckon. Cnidoscolus autlanensis ingår i släktet Cnidoscolus och familjen törelväxter. Inga underarter finns listade i Catalogue of Life.